# Takanyi Garanganga
 Takanyi Garanganga  (Harare; 6 de septiembre de 1990) es un tenista profesional zimbabuense.

## Carrera
Su mejor ranking individual es el Nº 288 alcanzado el 22 de septiembre de 2014, mientras que en dobles logró la posición 771 el 7 de febrero de 2011.
No ha logrado hasta el momento títulos de la categoría ATP ni de la ATP Challenger Tour, aunque sí ha obtenido varios títulos Futures tanto en individuales como en dobles.

### Copa Davis
Desde el año 2007 es participante del Equipo de Copa Davis de Zimbabue. Tiene en esta competición un récord total de partidos ganados/perdidos de 10/13 (7/10 en individuales y 3/3 en dobles).